# 田中外次
田中 外次（たなか そとじ、1901年（明治34年）11月7日 - 1992年（平成4年）10月27日）は、日本の実業家。初代住友金属鉱山社長。元日本鉱業協会会長。旧姓は水谷。

## 来歴・人物
長崎県長崎市に生まれる。旧制長崎県立長崎中学校（1919年卒業）を経て、1926年に東京商科大学（現・一橋大学）本科を卒業した。印南博吉（明治大学名誉教授）は志田鉀太郎ゼミの同期である。
また、坐禅クラブの「一橋如意団」に所属し、古川尭道門下で、円覚寺での禅の修行で知り合った草鹿任一の勧めで、大学卒業後は住友合資会社に入社した。
1927年に住友合資会社別子鉱業所が独立して設立された住友別子鉱山に入社。住友別子鉱山が住友炭砿と合併して改組された住友鉱業の総務部長や、同社が商号変更した井華鉱業取締役を経て、1947年井華鉱業の専務取締役となる。
1950年に井華鉱業の金属部門の現物出資により、別子鉱業が設立されると、同社初代社長に就任した。同年大学の同級生だった松本正雄らとともに、大平正芳後援会結成に参加する。
1952年に別子鉱業から商号変更された住友金属鉱山の社長を務め、1963年には会長に移った。1967年に相談役に退いた。
社外では日本工学教育協会副会長（1954年）や、日本鉱業協会会長（1954年、1960年）、ALC協会会長、建材試験センター評議員、旧制長崎中東京長中会会長を務めた。
邸宅は佐藤秀三の作品だった。

## 顕彰
- 1963年 - 藍綬褒章[2]
- 1972年 - 勲二等瑞宝章[2]